# Zamia verschaffeltii
Zamia verschaffeltii är en kärlväxtart som beskrevs av Friedrich Anton Wilhelm Miquel. Zamia verschaffeltii ingår i släktet Zamia och familjen Zamiaceae. IUCN kategoriserar arten globalt som starkt hotad. Inga underarter finns listade i Catalogue of Life.